# Črešnjice nad Pijavškim
Črešnjice nad Pijavškim so naselje v Občini Krško.